# Eurydice (djur)
Eurydice är ett släkte av kräftdjur som beskrevs av Leach 1815. Eurydice ingår i familjen Cirolanidae.

## Dottertaxa tillEurydice, i alfabetisk ordning[1][2]
- Eurydice acuticauda
- Eurydice affinis
- Eurydice agilis
- Eurydice akiyamai
- Eurydice arabica
- Eurydice barnardi
- Eurydice binda
- Eurydice bowmani
- Eurydice caudata
- Eurydice cavicaudata
- Eurydice chelifer
- Eurydice clymeneia
- Eurydice convexa
- Eurydice czerniavsky
- Eurydice dollfusi
- Eurydice elongata
- Eurydice emarginata
- Eurydice grimaldii
- Eurydice humilis
- Eurydice indicis
- Eurydice inermis
- Eurydice inornata
- Eurydice kensleyi
- Eurydice littoralis
- Eurydice longiantennata
- Eurydice longicornis
- Eurydice longipes
- Eurydice longispina
- Eurydice lusitanica
- Eurydice mauritanica
- Eurydice minya
- Eurydice naylori
- Eurydice nipponica
- Eurydice orientalis
- Eurydice paxilli
- Eurydice peraticis
- Eurydice personata
- Eurydice piperata
- Eurydice pontica
- Eurydice pulchra
- Eurydice racovitzai
- Eurydice rotundicauda
- Eurydice saikaiensis
- Eurydice spenceri
- Eurydice spinigera
- Eurydice subtruncata
- Eurydice tarti
- Eurydice truncata
- Eurydice valkanovi
- Eurydice woka
- Eurydice wyuna